# Darrelle Revis
Pro Football Hall of Fame 2023
(en) Statistiques sur pro-football-reference
Darrelle Shavar Revis, né le 14 juillet 1985 à Aliquippa, est un joueur américain de football américain qui évoluait au poste de cornerback. Il a joué 11 saisons dans la National Football League (NFL) pour les Jets de New York (2007 à 2012 ; 2015 à 2016), les Buccaneers de Tampa Bay (2013), les Patriots de la Nouvelle-Angleterre (2014) et les Chiefs de Kansas City (2017).
Surnommé Revis Island, il est considéré comme l'un des meilleurs joueurs à son poste. En 2012, il est ainsi classé 5e meilleur joueur de la saison dans le NFL Top 100 (en).

## Biographie

### Carrière universitaire
Étudiant à l'université de Pittsburgh, il a joué pour l'équipe des Panthers de 2004 à 2006.

### Carrière professionnelle

#### Jets de New York
Il est sélectionné par les Jets de New York au premier tour, en 14e positon, lors de la draft 2007 de la NFL et est le premier cornerback sélectionné durant cette séance. Il manque les 21 premiers jours du camp d'entraînement des Jets, alors en négociations pour un contrat, avant de s'entendre avec l'équipe pour 6 ans et environ 36 millions de dollars.
Il est désigné titulaire dès le début de la saison 2007. Il réalise sa première interception au niveau professionnel lors de la 8e semaine contre les Bills de Buffalo en interceptant une passe du quarterback Trent Edwards. Ayant commencé les 16 parties du calendrier régulier, il termine la saison avec 88 plaquages, 17 passes déviées, 3 interceptions et un fumble forcé. Il continue sa progression durant la saison 2008 et obtient une première sélection au Pro Bowl au terme de la saison.
Lors de la saison 2009, il confirme son talent et est considéré comme un des meilleurs cornerbacks de la ligue grâce à sa capacité à contenir les meilleurs receveurs de la ligue,. Avec notamment 31 passes déviées et six interceptions, dont un retourné pour un touchdown, il est sélectionné pour la deuxième fois au Pro Bowl et est nommé dans la première équipe-type All-Pro de la ligue. Considéré comme un candidat au titre du joueur défensif de l'année, cet honneur revient finalement à un autre cornerback, Charles Woodson. Au niveau collectif, il aide les Jets à se qualifier aux éliminatoires et se rendre jusqu'en finale de conférence AFC, qui se conclut par une défaite conte les Colts d'Indianapolis.
Avant le début de la saison 2010, il manque volontairement le camp d'entraînement et les matchs préparatoires, souhaitant obtenir un nouveau contrat avec les Jets. Après que l'entraîneur principal Rex Ryan et le propriétaire Woody Johnson l'ont visité à son domicile en Floride, il s'entend finalement avec l'équipe sur un contrat de 4 ans et 46 millions de dollars, dont 32 millions garantis. 
Lors du premier match de la saison 2012 contre les Bills de Buffalo, en réalisant un plaquage sur un joueur adverse, il se blesse à la tête en recevant un coup de genou accidentel par son coéquipier Bart Scott. Après avoir manqué la partie suivante en raison d'une légère commotion cérébrale, il retourne au jeu lors la 3e semaine contre les Dolphins de Miami, mais se blesse au genou. Sa blessure se révèle plus tard être une déchirure au ligament croisé antérieur et il manque le restant de la saison.

#### Buccaneers et Patriots
Après six saisons avec les Jets, il est échangé aux Buccaneers de Tampa Bay en avril 2013 contre deux sélections de draft, soit le premier tour pour cette année et le quatrième tour pour 2014. Il signe aussitôt un nouveau contrat de 6 ans pour 96 millions de dollars et devient le defensive back le mieux payé de l'histoire de la ligue, bien que celui-ci ne comprenne aucun montant garanti. Malgré de bonnes performances qui lui valent une sélection au Pro Bowl, le système défensif utilisé par l'entraîneur Lovie Smith ne favorise pas la couverture homme-à-homme, faisant en sorte qu'il n'est pas utilisé à l'avantage de Revis. Il est libéré par les Buccaneers le 12 mars 2014 et devient agent libre pour la première fois de sa carrière. 
Quelques heures après avoir été libéré par les Buccaneers, il signe avec les Patriots de la Nouvelle-Angleterre un contrat d'un an assorti d'une année optionnelle. Durant cette saison où il obtient une nouvelle sélection au Pro Bowl et une quatrième présence dans l'équipe-type All-Pro, il aide les Patriots à remporter le Super Bowl XLIX face aux Seahawks de Seattle. Après ce triomphe, les Patriots n'activent pas l'année optionnelle de Revis pour la saison 2015, ce qui le rend agent libre.

#### Retour avec les Jets et Chiefs
Il retourne avec les Jets de New York en mars 2015 en signant un contrat de 5 ans pour 70 millions de dollars, dont 39 millions garantis.
Après deux saisons depuis son retour à New York, il est libéré par les Jets le 28 février 2017. Sans équipe durant la totalité de l'intersaison et une grande partie de la saison 2017, il signe le 22 novembre aux Chiefs de Kansas City pour deux ans. Son passage avec les Chiefs est de courte durée puisqu'il est libéré par l'équipe en février 2018.
Il annonce sa retraite sportive le 18 juillet 2018, après 11 saisons dans la NFL.

## Statistiques
| Année              | Équipe                             | MJ                 |       | Plaquages | Plaquages | Plaquages | Plaquages |       | Interceptions | Interceptions | Interceptions | Interceptions |  | Fumbles | Fumbles |
| Année              | Équipe                             | MJ                 | Total | Seul      | Ast.      | Sacks     | Nb.       | Yards | Déf.          | TD            | Nb.           | Rec.          |  |         |         |
| 2007               | Jets de New York                   | 16                 | 88    | 76        | 12        | 0         | 3         | 20    | 17            | 0             | 1             | 1             |  |         |         |
| 2008               | Jets de New York                   | 16                 | 58    | 45        | 13        | 1         | 5         | 38    | 16            | 1             | 1             | 2             |  |         |         |
| 2009               | Jets de New York                   | 16                 | 54    | 47        | 7         | 0         | 6         | 121   | 31            | 1             | 0             | 0             |  |         |         |
| 2010               | Jets de New York                   | 13                 | 32    | 26        | 6         | 0         | -         | -     | 10            | -             | 0             | 2             |  |         |         |
| 2011               | Jets de New York                   | 16                 | 52    | 41        | 11        | 0         | 4         | 184   | 21            | 1             | 0             | 0             |  |         |         |
| 2012               | Jets de New York                   | 2                  | 12    | 9         | 3         | 0         | 1         | 1     | 3             | 0             | 1             | 0             |  |         |         |
| 2013               | Buccaneers de Tampa Bay            | 16                 | 50    | 43        | 7         | 1         | 2         | 3     | 11            | 0             | 2             | 1             |  |         |         |
| 2014               | Patriots de la Nouvelle-Angleterre | 16                 | 47    | 41        | 6         | 0         | 2         | 0     | 14            | 0             | 1             | 0             |  |         |         |
| 2015               | Jets de New York                   | 14                 | 39    | 30        | 9         | 0         | 5         | 48    | 9             | 0             | 0             | 4             |  |         |         |
| 2016               | Jets de New York                   | 15                 | 53    | 43        | 10        | 0         | 1         | 51    | 5             | 0             | 0             | 0             |  |         |         |
| 2017               | Chiefs de Kansas City              | 5                  | 11    | 10        | 1         | 0         | -         | -     | 2             | -             | 0             | 0             |  |         |         |
| Totaux en carrière | Totaux en carrière                 | Totaux en carrière | 496   | 411       | 85        | 2         | 29        | 466   | 139           | 3             | 6             | 10            |  |         |         |